# Jus cogens
Jus cogens (of ius cogens = Latijn: 'dwingend recht') is een term uit het internationaal recht die verwijst naar regels die door (bijna) alle staten aanvaard worden en voor de internationale gemeenschap van fundamenteel belang zijn. Jus cogens is dwingend recht: rechten en verdragen die altijd gelden, ook al heeft een staat daar niet expliciet mee ingestemd. Jus cogens vormt dus een uitzondering op het beginsel van consensualisme in het internationaal recht.
Er is geen algehele overeenstemming over de vraag welke volkenrechtelijke regels wel en welke regels niet als jus cogens te bestempelen zijn. Jus cogens is een omstreden concept aangezien de staten niet hun toestemming hebben gegeven gebonden te zijn. Wel is duidelijk dat de regels die genocide, piraterij, slavernij, rassendiscriminatie, agressie en onrechtmatig gebruik van geweld verbieden, jus cogens zijn.
Geen enkele staat mag strijdig met jus cogens-regels handelen en elke staat is verplicht om schendingen tegen te gaan. Een verdrag dat (deels) bepalingen bevat die tegen een jus cogens-regel ingaan, is (deels) nietig. Jus cogens is derhalve een beperking van het algemeen rechtsbeginsel pacta sunt servanda. Hier is een parallel met het nationaal privaatrecht waar contractsvrijheid per definitie beperkt wordt door het dwingend recht. 
Ius cogens wordt gedefinieerd door art. 53 van het Weens Verdrag inzake het verdragenrecht van 1969:

Elk verdrag dat op het tijdstip van zijn totstandkoming in strijd is met een dwingende norm van algemeen volkenrecht, is nietig. Voor de toepassing van dit Verdrag is een dwingende norm van algemeen volkenrecht een norm die aanvaard en erkend is door de internationale gemeenschap van Staten in haar geheel als een norm, waarvan geen afwijking is toegestaan en die slechts kan worden gewijzigd door een latere norm van algemeen volkenrecht van dezelfde aard.

## Noot
1. ↑  Marc Bossuyt en Jan Wouters (2005): Grondlijnen van internationaal recht, Intersentia, Antwerpen enz., blz. 92.